# Nevertheless
Nevertheless, (알고있지만,?, Algo-itjiman,LR, lett. "Tuttavia, / Lo so ma,") è un drama coreano trasmesso su JTBC dal 19 giugno al 21 agosto 2021. Tratta dal webtoon omonimo di Jung Seo, la serie è stata distribuita in tutto il mondo sulla piattaforma di streaming Netflix sottotitolata in varie lingue, tra cui l'italiano.

## Trama
L'inizio di una storia incerta tra due universitari, lei dal cuore spezzato che non crede più nell'amore, e lui che ama flirtare e non vuole impegnarsi seriamente in una relazione.

## Personaggi e interpreti

### Personaggi principali
- Yoo Na-bi, interpretata da Han So-hee[6][7]
Studentessa universitaria iscritta al corso di scultura, dopo la tragica fine della relazione con un uomo più grande che la faceva sentire inferiore, non crede più al destino. Il suo nome in coreano significa "farfalla". L'incontro con Jae-eon sembra riaccendere in lei qualcosa, ma l'atteggiamento di lui che sembra non voler niente più oltre al sesso, la fanno dubitare. Le amiche le sconsigliano di volere altro da lui oltre l'amicizia se non vuole soffrire, vista la reputazione di cui gode, ma lei ne è sempre più attratta. Tenta anche di distrarsi prima con Eun-han e poi Do-hyeok. Quando poi, stanca della situazione con Jae-eon, sceglie di non vederlo più, capisce da alcune cose che forse lui è realmente innamorato di lei e lo dimostri a modo suo e si riappacifica.
- Park Jae-eon, interpretato da Song Kang[6][7]
Studente universitario iscritto al corso di scultura, è affascinante e sa di esserlo. Gentile, è costantemente circondato da donne con le quali ha rapporti sessuali, ma non vuole niente di sentimentale perché ama la libertà. Intraprende una relazione fisica con Na-bi, ma non si sbilancia mai su ciò che prova, celando sia la rabbia, la  delusione che la gelosia quando si allontana da lui o quando la vede insieme a Do-hyeok. Durante uno scontro dove Na-bi le dice chiaramente di non volerlo più vedere perché stanca dei suoi continui tira e molla, comprende di averla persa e le fa capire di essere davvero innamorato di lei e di essere pronto a cambiare e a impegnarsi in un rapporto.
- Yang Do-hyeok, interpretato da Chae Jong-hyeop[8]
Amico d'infanzia di Na-bi, è innamorato di lei da sempre. La rincontra dopo anni, in età adulta, casualmente e si avvicina molto a lei, fino a dichiararsi. È gentile e disponibile, bravo a cucinare; gestisce infatti un canale YouTube dove carica i suoi contenuti culinari, ottenendo una certa fama, per poi in futuro riaprire la vecchia locanda del nonno. Pur rispettando il punto di vista di Na-bi, non approva il comportamento di Jae-eon con lei.
- Oh Bit-na, interpretata da Yang Hye-ji[9]
Amica di Na-bi, è allegra e ama il divertimento. Considera l'amore come una cosa puramente sessuale ed esce con quanti più ragazzi possibili per fare esperienza. Tuttavia, si rende conto di provare qualcosa di più per Gyu-hyun e perciò tenta di ammorbidire alcuni lati del suo carattere.
- Nam Gyu-hyun, interpretato da Kim Min-gwi[10]
Ragazzo silenzioso all'apparenza duro, ma in fondo premuroso e timido. Essendo attratti l'uno dall'altra, vorrebbe iniziare qualcosa di serio con Bit-na, ma lei affronta tutto con leggerezza.
- Yoon Sol, interpretata da Lee Ho-jung[11]
Ragazza sportiva, amica di Na-bi, è la più matura del gruppo. È amica sin dalle medie di Ji-wan. Non sembra interessata ad avere relazioni, tuttavia si comprende che Ji-wan non le è indifferente.
- Seo Ji-wan, interpretata da Yoon Seo-ah[12]
Ragazza dolce e ingenua, amica di Na-bi, parla sempre tanto. Ha avuto diverse relazioni con uomini, ma quando si accorge di provare gelosia per Sol ogni qualvolta la vede insieme a qualcuno, ammette implicitamente di essere innamorata di lei.
- Yoon Seol-ah, interpretata da Lee Yul-eum[13]
L'ex-fidanzata di Jae-eon, è ancora innamorata di lui. Si conoscono da anni e lui vorrebbe mantenere un rapporto di amicizia con lei, ma per non soffrire ulteriormente Seol-ah sceglie infine di troncare i rapporti perché lui non ama impegnarsi in una relazione ma anche perché capisce che lui ha Na-bi nel suo cuore.

### Personaggi secondari
- Min-young, interpretata da Han Eu-ddeum[14]
Assistente dei professori al corso di scultura, è una tipa diretta che nasconde la timidezza dietro l'ironia. Poiché ha problemi a pagare l'affitto troppo alto del suo appartamento, Kyung-joon le propone di convivere da lui così da dividere le spese; i due finiscono per provare qualcosa l'una per l'altro.
- Ahn Kyung-joon, interpretato da Jung Jae-kwang[15]
Assistente dei professori al corso di scultura, è un tipo buono che s'interessa al bene degli studenti, risultando a volte pettegolo. Finisce per provare qualcosa per Min-young quando i due si ritrovano a dividere un appartamento.
- Jung Sook-eun, interpretata da Yoon Sa-bong[16]
La zia di Na-bi, sorella di sua madre. Vive fuori Seoul e Na-bi le è molto legata, tornando da lei ogni qualvolta può, soprattutto durante le vacanze. Ha un negozio di vetri e ceramica.
- Jang Se-young, interpretata da Seo Hye-won[17]
Amica di Na-bi e gli altri, è un po' svampita e vuole conoscere tutti i gossip. È fidanzata con Joo Hyuk.
- Joo Hyuk, interpretato da Lee Seung-hyub[18][19]
Amico di Na-bi e gli altri. È fidanzato con Se-young.
- Yoo Se-hoon, interpretato da Kim Moo-jun[20]
Amico di Na-bi e gli altri, è innamorato di Sol e chiede a chiunque di aiutarlo ad avvicinarsi a lei, ma lei non ricambia.
- Yoon-ji, interpretata da Yoo Ji-hyun[21]
- Min-sang, interpretato da Son Bo-seung[22]
Ragazzo grassottello che esce in compagnia di Na-bi e gli altri per locali.
- Kim Eun-han, interpretato da Lee Jung-ha
Ragazzo dolce, più piccolo d'età, che si prende una cotta per Na-bi. Lavora part-time come cassiere in un supermercato. Nonostante non provi quel tipo di sentimento, Na-bi accetta di uscire con lui e arriva persino a prenderlo in considerazione come eventuale compagno. Tuttavia, quando lui viene contattato dalla ragazza che gli piaceva ai tempi del liceo, lascia perdere Na-bi.
- Yoo Hyeon-woo, interpretato da Choi Sung-jae[23]
L'ex-fidanzato di Na-bi, più grande di età. Fa l'artista scultoreo. Ha sempre pensato a se stesso rispetto alla coppia e il suo atteggiamento di superiorità con Na-bi faceva sentire lei sempre quella sbagliata. Dopo averla tradita più volte e messa in imbarazzo con una sua opera durante una mostra d'arte, Na-bi umiliata trova il coraggio di chiudere il rapporto.

## Produzione
La prima lettura della sceneggiatura del cast si è tenuta il 5 marzo 2021. Le riprese sono iniziate lo stesso mese e sono continuate per circa quattro mesi, concludendosi il 6 luglio a Seul. Il 3 giugno 2021, è stato rivelato che alcuni episodi della serie erano stati messi in discussione per essere trasmessi in TV con una valutazione non adatta ai minori di 19 anni.
Nel luglio 2021, l'attore Kim Min-gwi, che interpreta Nam Gyu-hyun, è stato coinvolto in una controversia quando un articolo sulla sua vita privata è stato pubblicato online. Per questo motivo, la casa di produzione JTBC ha annunciato il 28 dello stesso mese che la sua apparizione nella serie sarebbe stata limitata il più possibile a partire dall'episodio 8.

## Colonna sonora
Gli album della colonna sonora sono usciti digitalmente il 19, 27 giugno, 4, 11, 18, 24, 31 luglio, 7, 15 e 21 agosto 2021.
1. Kim Museum – We're Already (우린 이미?) – 3:58 (testo: Kim Museum – musica: Kim Museum, Jemn)
2. Night Off – Nevertheless (알고있지만?) – 3:32 (testo: Eaeon – musica: Lee Neung-ryong, Eaeon)
3. Park Ji-woo – Whisper – 2:50 (Park Ji-woo)
4. J.Una – Butterfly – 3:14 (J.Una)
5. Rio – Heavy Heart – 3:34 (Rio)
6. Love Me Like That – 3:31 (testo: Sam Kim, Zac Poor – musica: Sam Kim, Maxx Song, Zac Poor)
7. Juk-jae – Fall in Love (나도 모르는 사이에?) – 3:59 (Doko)
8. Say Sue Me – So Tender – 4:28 (testo: Choi Su-mi – musica: Kim Byung-gyu)
9. Slay, Avin – Love, This – 3:13 (Slay, Avin)
10. Rio – Nevertheless (알고있지만?) – 3:01 (Rio)

## Episodi
| Nº | Titolo | Data di trasmissione | Dati ascolti (Nielsen Korea) |
| -- | --- | -------------------- | ---------------------------- |
| 1  | Il destino non esiste. Tuttavia, (운명 따위 없다는 걸 알고있지만,?, Unmyeong tta-wi eobtdaneun geol algo-itjiman,LR)          | 19 giugno 2021       | 2,207%                       |
| 2  | Non sono la sola. Tuttavia, (나만이 아닌 걸 알고있지만,?, Naman-i anin geol algo-itjiman,LR)                                  | 26 giugno 2021       | 1,253%                       |
| 3  | È già iniziato. Tuttavia, (이미 시작돼버린 걸 알고있지만,?, Imi sijagdwaebeorin geol algo-itjiman,LR)                         | 3 luglio 2021        | 1,173%                       |
| 4  | So che non è amore. Tuttavia, (사랑은 아니란 걸 알고있지만,?, Sarang-eun aniran geol algo-itjiman,LR)                         | 10 luglio 2021       | 1,714%                       |
| 5  | So che non cambierà niente. Tuttavia, (변하는 건 없다는 걸 알고있지만,?, Byeonhaneun geon eobtdaneun geol algo-itjiman,LR)    | 17 luglio 2021       | 1,446%                       |
| 6  | L'amore non esiste. Tuttavia, (사랑 따위 없다는 걸 알고있지만,?, Sarang tta-wi eobtdaneun geol algo-itjiman,LR)               | 24 luglio 2021       | 1,309%                       |
| 7  | So che non si può tornare indietro. Tuttavia, (돌이킬 수 없다는 걸 알고있지만,?, Dor-ikil su eobtdaneun geol algo-itjiman,LR) | 31 luglio 2021       | 1,457%                       |
| 8  | So che è una bugia. Tuttavia, (거짓말이란 걸 알고있지만,?, Geojinmar-iran geol algo-itjiman,LR)                               | 7 agosto 2021        | 0,994%                       |
| 9  | So che è finita. Tuttavia, (이미 끝이라는 걸 알고있지만,?, Imi kkeuch-iraneun geol algo-itjiman,LR)                           | 14 agosto 2021       | 1,437%                       |
| 10 | Tuttavia, io ancora… (알고있지만, 그럼에도 불구하고?, Algo-itjiman, geureom-edo bulguhagoLR)                                  | 21 agosto 2021       | 1,744%                       |